# 署長マクミラン
『署長マクミラン』（しょちょう-、McMillan and Wife）は、1971年から1977年まで、アメリカNBC系で40話が放送されたドラマ。日本では1976年に、NHKで放映された。
ユニバーサルスタジオジャパンのサンフランシスコ・エリアに映画撮影セットがある。ワーフカフェとして軽食スナックスタンドとして営業している。

## 概要
弁護士のスチュワート・マクミラン（ロック・ハドソン）は、異例の抜擢によりサンフランシスコ市警察の署長に就任。彼の妻サリー（スーザン・セント・ジェームズ）は、犯罪心理学者の娘で推理好き。二人を世話するのは、毒舌家の家政婦ミルドレッド（ナンシー・ウォーカー）だ。マクミランは、刑事のエンライト巡査部長（ジョン・シャック）を右腕とし、自ら犯罪事件に乗り出しては解決に導くという、コメディ・タッチのミステリー・シリーズである。
本シリーズは、1971年、「NBCワールド・ムービー」で放送された90分枠のテレビ映画、 『エジプトの秘宝』（Once Upon a Dead Man）がパイロット版である。これが好評だったため、連続シリーズ化が決定。同年スタートした、「NBCミステリー・ムービー」（90分枠、後に120分枠に拡大）という、異なるミステリー・シリーズを週替わりで放映する番組で、『刑事コロンボ』、『警部マクロード』と共に、放映が開始された。
1976年開始の第6シーズンでは、サリー役のスーザン・セント・ジェームズと、ミルドレッド役のナンシー・ウォーカーが降板。二人は、飛行機事故で死亡したことにされ、タイトルも "McMillan" と変更された。ミルドレッドの代わりに、その妹アガサ（マーサ・レイ）が家政婦となり、エンライトは警部補に昇進した。だが、このシーズンで「NBCミステリー・ムービー」が終了し、『署長マクミラン』も終わりとなった。
日本では『署長マクミラン』は、同じ「NBCミステリー・ムービー」の『刑事コロンボ』や『警部マクロード』と共に、NHKから放映された（ただし、交互ではなく、それぞれがまとめて放送されている）が、8本のみの放映に終わっている。

## 日本での放送
NHK総合テレビジョン
署長マクミラン　全8エピソード
| 放送日              | 放送時間              | 話数   | タイトル           | 監督                       | 米国放映エピソード                                  |
| ------------------- | --------------------- | ------ | ------------------ | -------------------------- | --------------------------------------------------- |
| 1976年 04月10日(土) | 午後08:00 ～午後09:15 | 第1話  | 「エジプトの秘宝」 | レオナード・Ｂ・スターン   | 第01話(パイロット・エピソード) Once Upon a Dead Man |
| 1976年 04月17日(土) | 午後08:00 ～午後09:15 | 第2話  | 「消えた死体」     | ジョン・アスティン         | 第02話(第1シーズン) Murder by the Barrel            |
| 1976年 05月01日(土) | 午後08:00 ～午後09:15 | 第3話  | 「宝石の匂い」     | ハイ・アバーバック         | 第06話(第1シーズン) The Face of Murder              |
| 1976年 05月15日(土) | 午後08:00 ～午後09:15 | 第4話  | 「愛犬の身代金」   | バリー・シェアー           | 第03話(第1シーズン) The Easy Sunday Murder Case     |
| 1976年 06月05日(土) | 午後08:00 ～午後09:15 | 第5話  | 「亡霊の夜」       | ロバート・マイケル・ルイス | 第09話(第2シーズン) Night of the Wizard             |
| 1976年 06月26日(土) | 午後08:00 ～午後09:15 | 第6話  | 「密室の銃声」     | ロバート・マイケル・ルイス | 第11話(第2シーズン) Cop of the Year                 |
| 1976年 07月10日(土) | 午後08:00 ～午後09:15 | 第7話  | 「もう一人の署長」 | ロン・ウィンストン         | 第12話(第2シーズン) Terror Times Two                |
| 1976年 08月14日(土) | 午後08:00 ～午後09:15 | 最終回 | 「ねらわれた名画」 | エドワード・Ｍ・アグロムス | 第14話(第2シーズン) The Fine Art of Staying Alive   |

## マクミランの肩書きについて
マクミランの肩書きは、原語では "Police Commissioner" （以下、コミッショナー）で、これを署長と訳すのは誤りである。サンフランシスコ市内には複数の警察署（Police Station）があるが、その署長は "Captain" である。警察署を含めたサンフランシスコ市警察（SFPD:San Francisco Police Department）全体のトップは、警察本部長（Chief of Police）になる。一方、コミッショナーとは、サンフランシスコ市長に任命され、SFPDの監督権限を持つので、本部長よりも上位になる。一人ではなく複数おり、そのトップは "President" と称される。コミッショナーは、マクミランのように、警察経験者以外から任命されることもある。また、エンライトのように、巡査部長クラスの秘書官が補佐する。日本でいえば、コミッショナーは、公安委員に近い。アメリカの警察制度は複雑であり、州や地域によっても違うため、日本の視聴者にはわかりにくい。そのため、格が違うのを承知の上で、意図的に誤訳したのだと思われる。

## キャスト
- スチュワート・マクミラン：ロック・ハドソン（日本語吹替え：若林豪）
- サリー・マクミラン：スーザン・セント・ジェームズ（日本語吹替え：結城美栄子）
- チャールズ・エンライト：ジョン・シャック（日本語吹替え：東野孝彦）
- ミルドレッド：ナンシー・ウォーカー（日本語吹替え：中村たつ）
- アガサ：マーサ・レイ（第6シーズン）